# Fedtshenkomyia caucasicus
Fedtshenkomyia caucasicus är en tvåvingeart som först beskrevs av Becker 1918.  Fedtshenkomyia caucasicus ingår i släktet Fedtshenkomyia och familjen styltflugor. Inga underarter finns listade i Catalogue of Life.